# نگارخانه کاخ بلودر

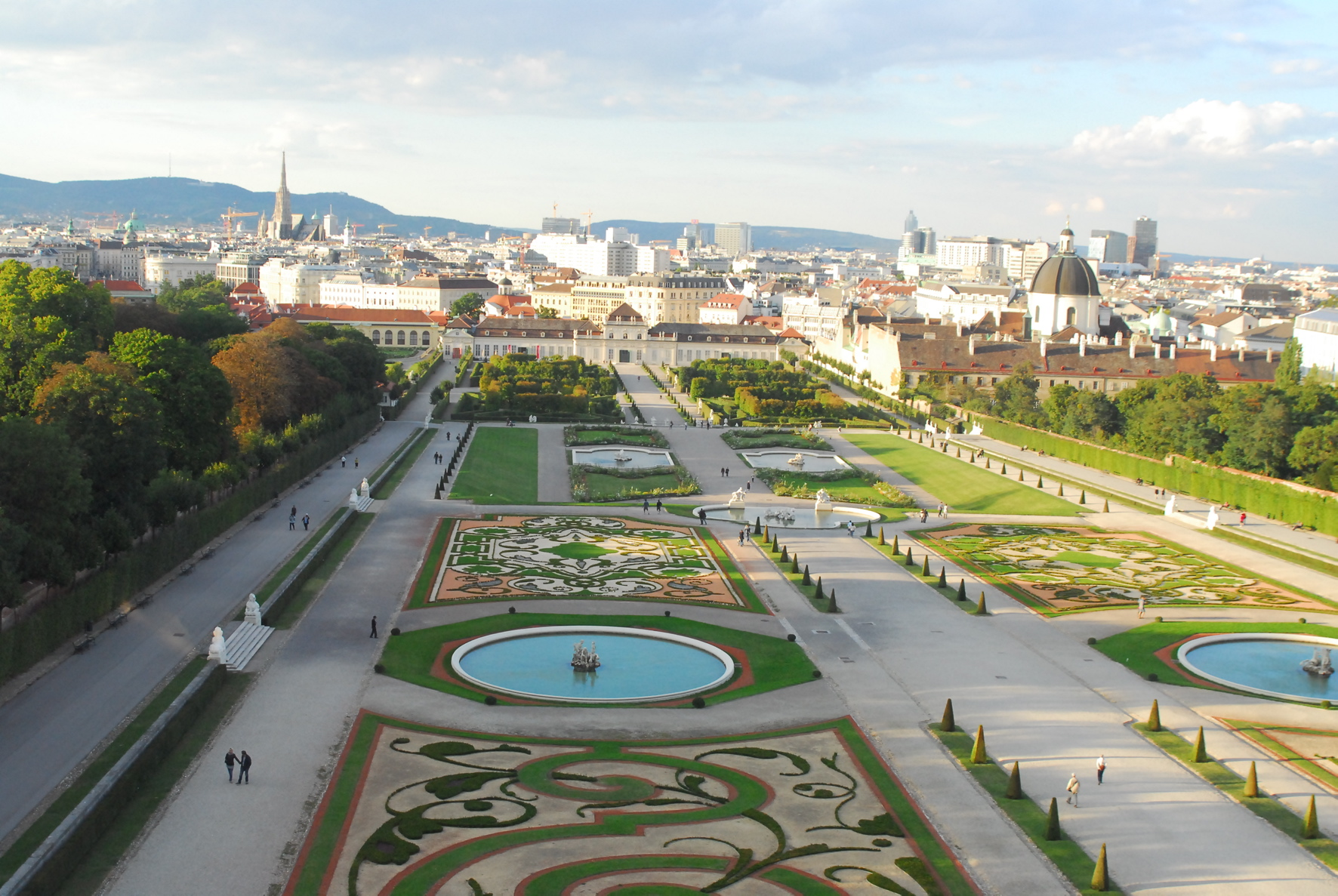
نمای از بالا، پارک محوطۀ کاخ بلودر

گالری کاخ بلودر (انگلیسی: Österreichische Galerie Belvedere) به عنوان یک مجموعه که شامل مجموعهٔ مشهور به بلودر، و همچنین یاد شده به عنوان قصر تابستانی شاهزاده یوجین ساووی می‌باشد.

## تاریخچه
مجموعهٔ کاخ بلودر شامل دو قصر بلودر بالایی و بلودر پایینی به سبک باروک طراحی و ساخته شد، این مجموعه‌ها شامل محوطهٔ نارنجستان و اصطبل‌های قصر می‌باشد، ساختمان‌های این مجموعه در قرن هجدهم ساخته شده اند، در باغ‌هایی بی نظیر که در جنوب شرقی شهر به سبک دورهٔ باروک بنا گردیده‌اند، موزه کاخ بلودر که امروزه پذیرای آثار کم‌نظیر هنری است در همین مجموعه‌ها قرار گرفته، فواره‌ها، مجسمه‌ها، پلکان‌ها و دروازه‌های زیبا از جمله نقاط دیدنی این کاخ می‌باشد.